# Onarion masneri
Onarion masneri är en stekelart som beskrevs av Ian D. Gauld 1997. Onarion masneri ingår i släktet Onarion och familjen brokparasitsteklar. Inga underarter finns listade i Catalogue of Life.